# Karl Zukunft
Karl Zukunft (* 22. Februar 1926 in Dresden; † 27. Februar 2002 in Berlin) war Abteilungsleiter im Ministerium für Staatssicherheit (MfS) der DDR. Er war von 1964 bis 1989 Leiter der Abteilung Nachrichten.

## Leben
Zukunft, Sohn eines Bonbonkochers und einer Hausfrau, besuchte die Volksschule und erlernte von 1940 bis 1943 den Beruf des Fernmeldemonteurs. Im Zweiten Weltkrieg wurde er 1943 zum Reichsarbeitsdienst, dann zum Kriegsdienst in der Wehrmacht eingezogen. Er war zuletzt Fernsprechunteroffizier.
Nach dem Krieg arbeitete er ab 1946 als Fernmeldemonteur. Im selben Jahr wurde er Angehöriger der Deutschen Volkspolizei (VP) und begann seinen Dienst im Polizeipräsidium Dresden. Ebenfalls 1946 trat er der Kommunistischen Partei Deutschlands (KPD) bei und wurde durch die Zwangsvereinigung von SPD und KPD im gleichen Jahr Mitglied der Sozialistischen Einheitspartei Deutschlands (SED). Ab 1949 VP-Meister bei der Hauptverwaltung der Deutschen Volkspolizei in Berlin, Lehrer an der VP-Schule Pirna und anschließend Ausbildungsleiter bei der XI. VP-Bereitschaft in Kochstedt.
Im Jahr der Gründung des MfS erfolgte 1950 seine Einstellung. Er wurde Leiter der Abteilung Nachrichten in der Hauptabteilung Allgemeines, 1953 Abteilungsleiter in der Hauptabteilung Verwaltung und Wirtschaft und 1955 Leiter der Abteilung Nachrichtenverbindungen und Waffen. Im Oktober 1958 wurde er zur Erledigung von Spezialaufgaben als Abteilungsleiter in das Büro der Leitung zur Arbeitsgruppe des Ministers versetzt. Von 1961 bis 1963 absolvierte er ein Fernstudium an der Ingenieur-Schule Lichtenberg (ohne Abschluss). Als Nachfolger von Karl-Friedrich Köpke wurde er 1964 im Rang eines Oberstleutnants Leiter der Abteilung N (Nachrichten). Im Jahr 1967 erwarb er einen Fachschulabschluss als Ingenieur des Fernmeldebetriebsdienstes an der Offiziershochschule der Landstreitkräfte „Ernst Thälmann“ in Löbau. Im Februar 1975 ernannte ihn Erich Honecker zum Generalmajor. Im Dezember 1989 wurde er von seiner Funktion entbunden und im Januar 1990 aus dem Dienst entlassen und berentet.
Er starb 2002 im Alter von 76 Jahren in Berlin.

## Auszeichnungen
- 1985 Scharnhorst-Orden[1]